# Gà lắc

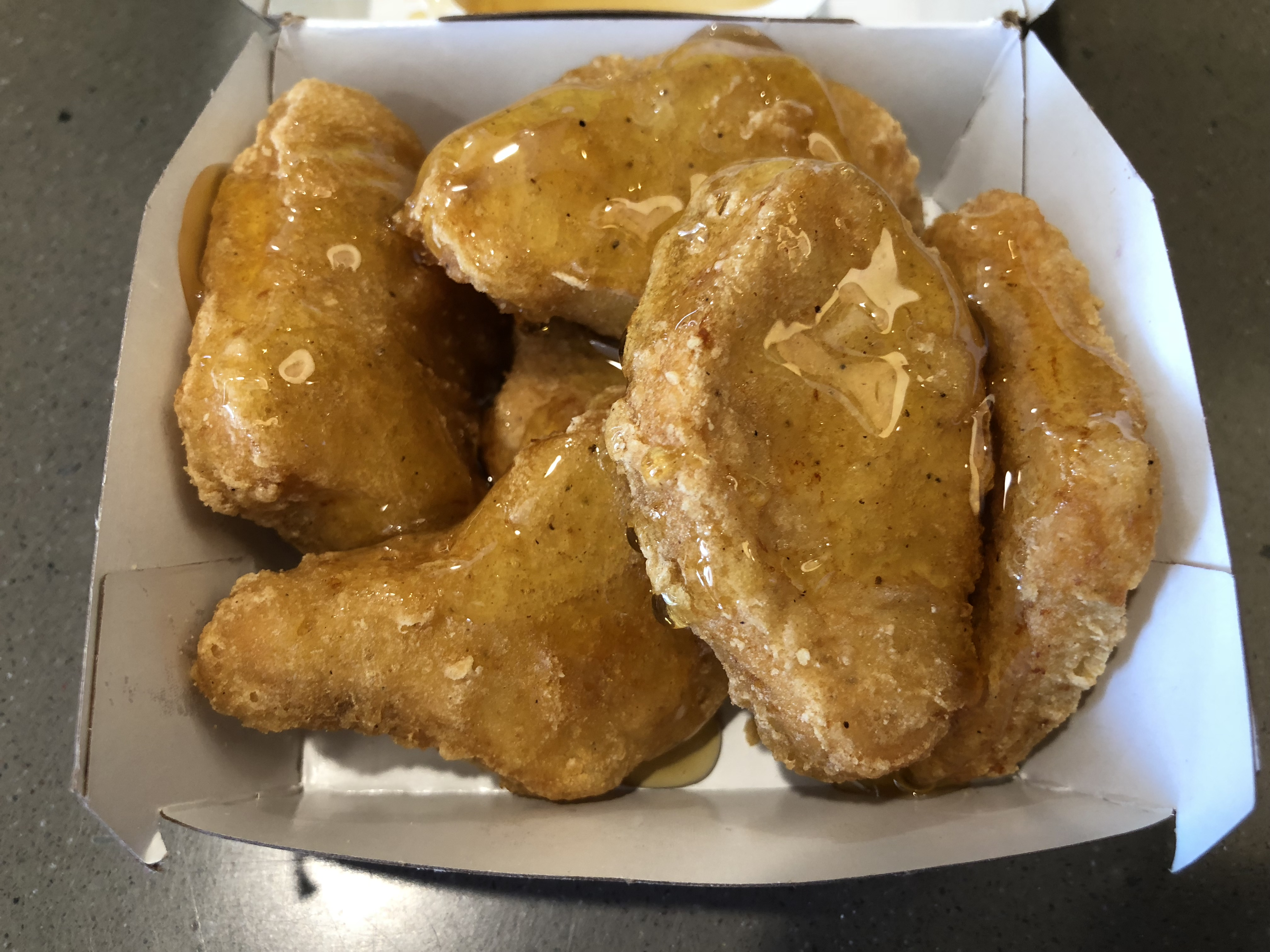
Gà viên phủ mật ong tại một nhà hàng

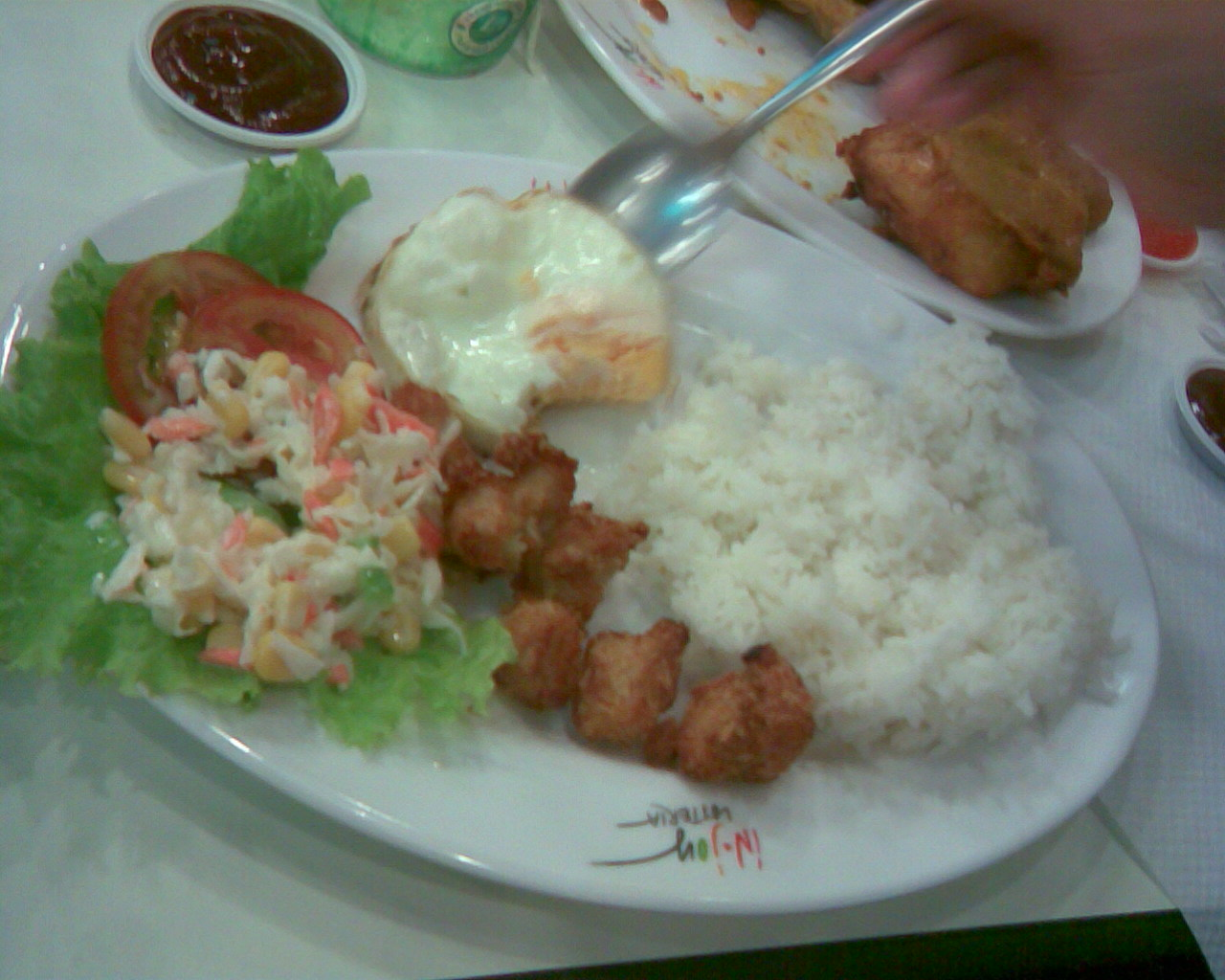
Gà lắc trong dĩa cơm

Gà lắc (tiếng Anh: chicken nugget) là một món thức ăn nhanh với thành phần gồm những miếng thịt gà nhỏ, tròn được tẩm gia vị và bột, được rán chín hoặc chiên sau đó và bỏ vào bao, bán kèm như một phần trong khẩu phần của các cửa hàng đồ ăn nhanh (fastfood). Thương hiệu gà lắc nổi tiếng là của Hàn Quốc (trong các cửa hàng của Lotteria). Gà lắc ăn có vị ngọt ngon của gà vừa có vị thơm, béo ngậy do rán với dầu, mỡ. Các miếng gà tương đối đều nhau và mềm nhưng có độ dai nhất định. Gà lắc có thể ăn ngay khi nóng hoặc có thể để nguội và thường trộn đều với bột phô mai khi ăn.